# Komlói BSK
Maillots
Actualités
Dernière mise à jour : 20 octobre 2015.
Le Komlói BSK est un club omnisports, situé à Komló en Hongrie. Avec le football, le handball est l’une de deux plus importantes sections du club et est l’objet de cet article. 

## Histoire
La section handball fut créée en 1952, soit 30 ans après la création du club de football.
Évoluant dans le bas de la hiérarchie dans les années 1950 à 80, la section finit première de la Nemzeti Bajnokság I/B (division 2) en 1990 et accède ainsi à l'élite hongroise.
Et après une année difficile où l'équipe finit douzième du championnat, le club réalisa d'assez bons résultats finissant même troisième lors de la saison 1991/1992, cinquième lors de la saison 1992/1993, quatrième lors de la saison 1993/1994 et à nouveau cinquième lors de la saison 1994/1995.
Ces bons résultats furent synonyme d'un parcours européen entrepris lors de la saison 1994/1995 en Coupe des Villes mais la formation hongroise fut éliminée dès son entrée dans la compétition par les portugais de l'ABC Braga sur un total de 35 à 32 (14-21 ;18-14).
Vers la fin des années 1990, le club est relégué mais, à peine rétrogradé aux second échelon, Komlói parvient à décrocher son deuxième titre de champion de deuxième division et donc retrouva l'élite hongroise.
Malheureusement pour la formation, elle resta continuellement dans la seconde partie du classement et est même plusieurs fois reléguée.
Malgré cela, le club réussit à entreprendre deux campagnes de coupe d'Europe, lors de la saison 2006/2007 où il fut évincé par les danois du BSV Bjerringbro-Silkeborg en Coupe des coupes au deuxième tour et lors de la saison 2008/2009 où cette fois c'est le club israéliens du Maccabi Rishon LeZion qui défait Komlói de la Coupe EHF à l'issue du troisième tour.

## Palmarès
- Nemzeti Bajnokság I/B (D2) (3) : Vainqueur en 1990, 2000 et 2005
- Nemzeti Bajnokság II (D3) (2) : Vainqueur en 1957 et 1969
- Coupe de Hongrie :  Troisième en 2006
- Coupe de l'EHF (C2) : 3e tour en 2009

## Campagne européenne
| Saison    | Compétition      | Manche             | Date Aller | Club                  | Aller | Total | Retour | Club                      | Date Retour |
| --------- | ---------------- | ------------------ | ---------- | --------------------- | ----- | ----- | ------ | ------------------------- | ----------- |
| 1994-1995 | Coupe des Villes | Seizième de finale | 08/10/1994 | Komlói BSK            | 14-21 | 32-35 | 18-14  | ABC Braga                 | 15/10/1994  |
| 2006-2007 | Coupe des coupes | Deuxième tour      | 01/10/2006 | Komlói BSK            | 23-23 | 47-58 | 24-35  | BSV Bjerringbro-Silkeborg | 08/10/2006  |
| 2008-2009 | Coupe EHF        | Troisième tour     | 14/11/2008 | Maccabi Rishon LeZion | 40-27 | 75-63 | 35-36  | Komlói BSK                | 15/11/2008  |
| 2018-2019 | Coupe EHF        | Deuxième tour      | 05/10/2018 | Komlói BSK            | 34-29 | 56-56 | 22-27  | Olympiakos                | 14/10/2018  |

### Clubs rencontrés en Coupe d'Europe
- BSV Bjerringbro-Silkeborg
- Maccabi Rishon LeZion
- ABC Braga
- Olympiakos HC